# Gismondo Morelli Gualtierotti

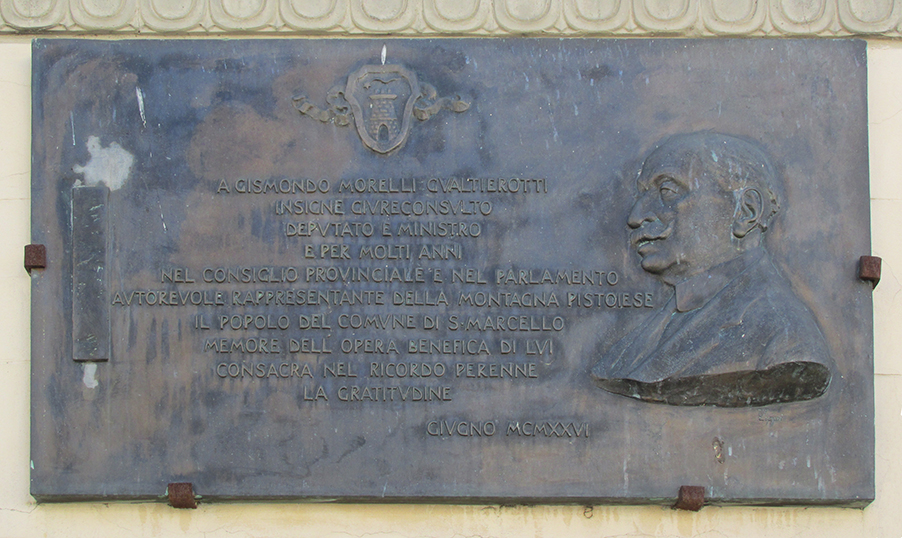
Targa in bronzo dedicata a Gismondo Morelli Gualtierotti sulla facciata del municipio di San Marcello Pistoiese

Gismondo Morelli Gualtierotti (Borgo San Lorenzo, 1849 – Pisa, 18 gennaio 1923) è stato un politico italiano.

## Biografia
Avvocato, laureato all'Università degli studi di Pisa nel 1870, iniziò la carriera politica nella stessa città col ruolo di consigliere comunale e provinciale. Successivamente ricoprì il ruolo di assessore municipale e presidente del consiglio di amministrazione dei Regi Spedali Riuniti di Santa Chiara.
Nel 1890 fu eletto deputato per il collegio plurinominale di Pisa durante il governo Crispi. Alla caduta di questo appoggiò il primo governo Giolitti schierandosi su posizioni zanardelliane. Fu nuovamente rieletto, sempre nel collegio di Pisa, nel 1892, 1895 e 1897. Sconfitto nelle elezioni del 1899 da Angelo Battelli, si allontanò da Pisa verso il collegio di Pistoia di cui fu eletto rappresentante nel 1901 e nuovamente nel 1904 con posizioni apertamente a favore del governo Zanardelli-Giolitti. Dal 1903 fu nominato sottosegretario al Ministero delle poste e dei telegrafi, ruolo che ricoprì per due anni, per divenirne poi ministro durante il governo Fortis I.
Contemporaneamente fu eletto nel 1908, in rappresentanza del mandamento di San Marcello Pistoiese, luogo di origine della famiglia paterna, nel consiglio provinciale di Firenze di cui ricoprirà la carica di presidente tra l'agosto 1919 e il luglio 1920.
Allontanatosi dalle posizioni giolittiane, continuò la sua carriera da deputato che lo porterà a ricoprire il ruolo di vicepresidente della Camera dei deputati dal 1917 al 1919. Le elezioni di quell'anno, le prime col sistema proporzionale, segnarono una prima sconfitta succeduta, l'anno successivo, da un'ulteriore nelle votazioni per il consiglio provinciale di Firenze. Le sconfitte elettorali, oltre alla mancata nomina a senatore, portarono al ritiro presso Pisa dove morì il 18 gennaio 1923.
La sua figura verrà ricordata con una lapide il 22 giugno 1926 in occasione dell'inaugurazione della Ferrovia Alto Pistoiese alla presenza del presidente della Camera dei deputati Antonio Casertano e del ministro delle comunicazioni Costanzo Ciano.